# Кендіс Мішель
Кендіс Мішель Бекман-Ерліх (англ. Candice Michelle Beckman-Ehrlich) — американська модель, акторка, реслерка, відома під ім'ям Кендіс Мішель або просто Кендіс. Відома виступами в World Wrestling Entertainment.

## Кар'єра в реслінгу

### WWE
Кендіс дебютувала в WWE в 2004 році як учасниця шоу Diva Search. Вперше на телебаченні Мішель з'являється в конкурсі бікіні разом з Марією, Меліною, Стейсі Кеібер і Крісті Хемм. Після драфту в червні 2005 року Мішель потрапляє на бренд SmackDown! і починає ворожнечу з Меліною, стаючи на бік Торрі Вілсон. Після цього вони з Торрі переходять на RAW і об'єднуються з Вікторією в команду, яку назвали Дияволки Вінса. Згодом вони намагалися залучити в команду Ешлі, але вона відмовилася і атакувала Дияволок.

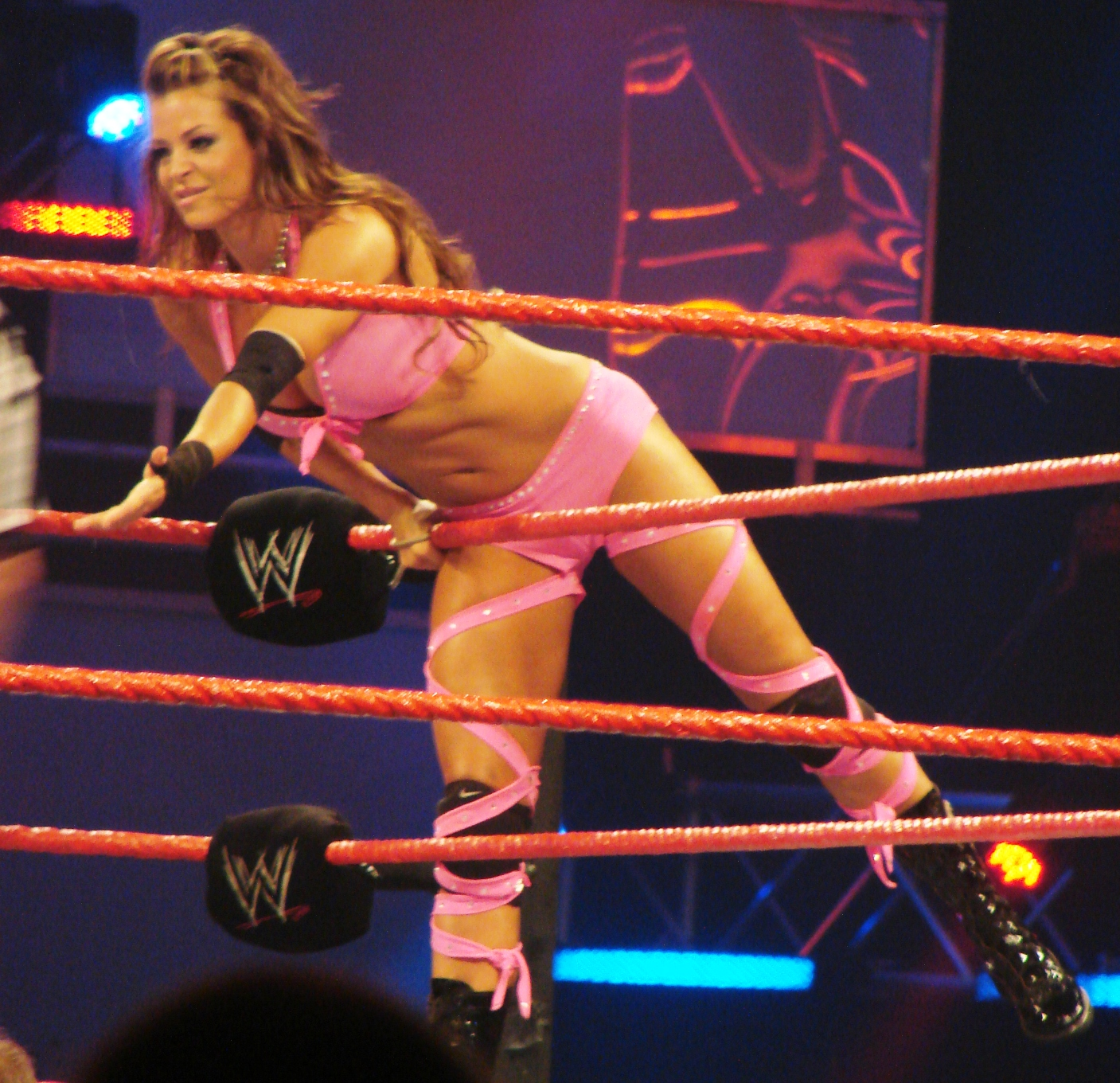
Кендіс у 2007

Під час вшанування Едді Герреро 13 листопада 2005 року Кендіс бере участь у матчі проти Меліни і програє. На Vengeance 2007 Кендіс перемогла Меліну в матчі за титул чемпіонки дів. Кендіс змогла виграти матч, вперше ставши чемпіонкою. Матч-реванш між Кендіс і Меліною відбувся на Great American Bash 2007 де Кендіс захистила титул. На Unforgiven 2007 року він успішно захистив пояс від зазіхань Бет Фенікс; Але вже на No Mercy 2007 Бет все ж таки отримала титул.
6 лютого 2008 Кендіс повертається в WWE. Тоді Кендіс виступала на WrestleMania XXIV, але вона отримала травму під час матчу. Згодом знову повертається як учасниця таг-тім матчу проти чинної чемпіонки дів Бет Фенікс, але програє.
У 2009 році Кендіс отримала ще одну травму щиколотки. Згодом на офіційному сайті WWE Кандіс переводять на Smackdown. Але через травми вона не змогла дебютувати, і 19 червня 2009 і звільнена з WWE. Кендіс дуже розчарована WWE і не хоче співпрацювати з компанією. 31 березня 2010 на WWE.com Кендіс переходить в реєстр випускників.

## У реслінгу
Фінішер
- Candywrapper

Улюблені прийоми
- Bridging northern lights suplex
- Candylicious
- Hurricanrana
- Tilt-a-whirl headscissors takedown

Музичні теми
- «Holla» від Desiree Jackson (2004)
- «What Love is» від Jim Johnston (2005–2007).
- «What Love Is» від Scooter and Lavelle (2007–2009).

## Чемпіонські титули і нагороди
Pro Wrestling Illustrated
- PWI Найбільш прогресуючий реслер року (2007)[1]
- PWI Жінка року (2007)
- PWI ставить її # 10 з топ 50 реслерок у 2008[2]

World Wrestling Entertainment
- Чемпіонка Дів WWE (1 раз)[3]